# Грижане-Белград
Грижане-Белград (хрв. Grižane-Belgrad) је насељено место у Винодолске општине, Приморско-горанска жупанија, Хрватска.

## Историја
До територијалне реорганизације у Хрватској било је у саставу старе општине Цриквеница. Као самостално насеље Грижане-Белград постоји од пописа 2001.године. Настао је спајањем некадашњих насеља Антово, Барци, Баретићи, Башуње Веле, Београд, Блашковићи, Долинци, Франовићи, Грижане, Камењак, Костељ, Марушићи, Маврићи, Мироши, Сафтићи и Шарари.

## Становништво
У попису становништва из 2011. године, Грижане-Белград је имало 953 становника.
| Број становника према пописима | Број становника према пописима | Број становника према пописима | Број становника према пописима | Број становника према пописима | Број становника према пописима | Број становника према пописима | Број становника према пописима | Број становника према пописима | Број становника према пописима | Број становника према пописима | Број становника према пописима | Број становника према пописима | Број становника према пописима | Број становника према пописима | Број становника према пописима |
| ------------------------------ | ------------------------------ | ------------------------------ | ------------------------------ | ------------------------------ | ------------------------------ | ------------------------------ | ------------------------------ | ------------------------------ | ------------------------------ | ------------------------------ | ------------------------------ | ------------------------------ | ------------------------------ | ------------------------------ | ------------------------------ |
| 1857                           | 1869                           | 1880                           | 1890                           | 1900                           | 1910                           | 1921                           | 1931                           | 1948                           | 1953                           | 1961                           | 1971                           | 1981                           | 1991                           | 2001                           | 2011                           |
| 2.632                          | 3.151                          | 3.294                          | 3.501                          | 3.789                          | 3.931                          | 3.394                          | 2.773                          | 1.689                          | 1.581                          | 1.295                          | 1.197                          | 987                            | 889                            | 840                            | 953                            |

Напомена: Године 2001. настало спајањем насеља Антово, Барци, Баретићи, Башуње Веле, Београд, Блашковићи, Долинци, Франовићи, Грижане, Камењак, Костељ, Марушићи, Маврићи, Мироши, Сафтићи и Шарари, која су престала да постоје. За та некадашња насеља садржи податке од 1857. до 1991.

## Галерија
- споменик Ђулију Кловију
- споменик борцима Рата у Хрватској
- Жена са брентом, аутор Звонко Цар

## Познати људи
- Ђулио Кловио, сликар минијатуриста